# 林孝恂
林孝恂（？—1914年），字伯穎。福建省福州府閩縣人，清朝政治人物、進士出身。
年輕時以教書為生，光緒十五年（1889年）考中己丑科進士，同年五月，改翰林院庶吉士。光緒十六年四月，散館，著以部属用。又改浙江金華縣知縣，歷官孝豐縣、海寧州、石門縣、仁和縣等縣。民國初年移居北京，病卒。
子林長民，孫女林徽因，皆為中國現代著名人物。兄弟林孝颖、林孝凯，侄子林觉民。